# Morti nel 641
| Questa pagina contiene informazioni ricavate automaticamente dalle voci biografiche con l'ausilio del template Bio e di un bot. L'aggiornamento è periodico e automatico e ricostruisce completamente la pagina. Se manca una persona in questa lista, sei pregato di non aggiungerla, ma accertati piuttosto che la sua voce biografica contenga il template Bio e che i dati anagrafici siano correttamente compilati. Se il template Bio manca, inseriscilo tu stesso o, in alternativa, metti l'avviso {{tmp\|Bio}} che ne segnala la mancanza. Se i dati riportati sono sbagliati, correggi direttamente la voce biografica; le modifiche saranno visibili in questa lista entro pochi giorni. Per chiarimenti vedi il progetto biografie. La lista contiene solo le 11 persone che sono citate nell'enciclopedia e per le quali è stato implementato correttamente il template Bio. Pagina aggiornata al 10 feb 2025. |

- 11 febbraio - Eraclio I, imperatore bizantino (n. 575)
- 25 maggio - Costantino III, imperatore bizantino (n. 612)
- 18 luglio - Arnolfo di Metz, vescovo e santo franco (n. 582)
- 17 novembre - Jomei, imperatore giapponese (n. 593)
- Arechi I di Benevento, longobardo
- Fara di Baviera, nobile tedesco
- Usayd ibn Hudayr, arabo
- Al-Hubab ibn al-Mundhir, arabo (n. 591)
- Iyad ibn Ghanm
- Al-Nu'man ibn Muqarrin, arabo
- Hamna bint Jahsh, araba